# Sessa (Tessino)
Sessa é uma comuna da Suíça, no Cantão Tessino, com cerca de 635 habitantes. Estende-se por uma área de 2,87 km², de densidade populacional de 221 hab/km². Confina com as seguintes comunas: Astano, Bedigliora, Croglio, Curio, Dumenza (IT-VA), Monteggio.
A língua oficial nesta comuna é o Italiano.